# Laura Bechtolsheimer
Laura Bechtolsheimer, född den 31 januari 1985 i Mainz i Tyskland, är en brittisk ryttare.
Hon tog OS-guld i lagtävlingen i dressyr i samband med de olympiska ridsporttävlingarna 2012 i London.